# Frédéric-Henri Oury

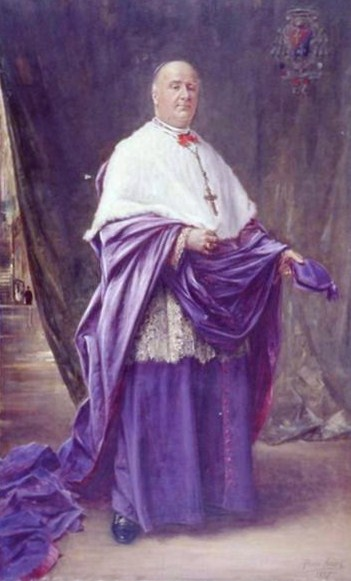
Mgr Oury, von Pierre Huas (1838–1900), musée de Vendôme

Wappen

Frédéric-Henri Oury (* 3. Mai 1842 in Vendôme; † 6. Februar 1921 in Marseille) war ein französischer Bischof.

## Leben
Frédéric-Henri Oury wurde am 23. September 1865 in Le Mans zum Priester geweiht und war dann zwei Jahre Kaplan in La Ferté-Bernard. Danach fuhr er zehn Jahre als Marinegeistlicher zur See, bevor er per Regierungsdekret vom 31. Dezember 1884 zum Bischof von Guadeloupe und Basse-Terre ernannt wurde. Am 27. März 1885 präkonisiert, erhielt er am 21. Juni 1885 durch den Metropoliten von Bordeaux, Erzbischof Guilbert, in der Kathedrale von Le Mans die Weihe. Mit Datum 2. März 1886 wurde er nach Frejus-Toulon versetzt, konnte aber sein Amt wegen Differenzen zwischen der französischen Regierung und dem hl. Stuhl erst im September antreten.
Mit Datum 3. Juni 1890 wurde er nach Dijon transferiert und am 8. Juli 1898 zum Erzbischof von Algier befördert. Von diesem Amt trat er 1907 zurück und wurde 1909 auf den Titularsitz Ptolemais in Thebaide transferiert.